# Katie Kissoon
Katie Kissoon, (Port of Spain, 1951. március 11. –) brit énekesnő. A trinidadi születésű, fiatalon Angliába költözött énekesnő akkor vált ismertté, amikor az 1970-es években több slágert adott elő bátyjával Mac & Katie Kissoon duó néven.

## Pályafutása
Mac és Katie Kissoon 1962-ben családdostul emigráltak az Egyesült Királyságba. Duójuk legismertebb dalai a „Love Will Keep Us Together” (1973) és a „Sugar Candy Kisses” 1975-ből, és a„ Love Will Keep” című dal. A „Us Together” című dalt Howard Greenfield írta Neil Sedaka zenéjével. 1975-ben a „Captain & Tennille” is a duó nagy slágere lett.
Katie 1965-ben kezdett felvételeket készíteni, négy kislemezt Peanut néven, majd tagja volt a Rag Dollsnak, akik 1967-ben, majd 1968-ban kislemezt adtak ki. Mac Kissoon 1966-67-ben a Marionettes tagja, majd vezetője volt. A zenekar játszott Európában. 1969-ben visszatértek az Egyesült Királyságba, és felvettek egy szólólemezt a „Get Down With It – Satisfaction” címmel, amely a Top 30-as slágerek közé került Hollandiában, és 1970-ben a 29. helyet érte el.
Ezt követően Mac Katie Kissoon számos albumán és koncertjén szerepelt, köztük Van Morrison „Into the Music” című albumán, valamint Eric Clapton Unplugged lemezén, Roger Waters 1984-es lemezén. Vokálozott Elton John, George Michael, George Harrison mögött, egy japán turnén Eric Claptonnal. Dolgozott még Stevie Wonder, Pete Townshend, Annie Lennox és Robbie Williams társaként is. 1981-ben szólóalbumot adott ki Hollandiában.
Sok éven át dolgozott turnézott és lemezfelvételeket készített James Last zenekarával. A Beachparty '95 című albumon főleg ő és a bátyja, Mac énekelt.
Katie jelenleg[mikor?] a New London Chorale tagja.

## Albumok
- 1971: Introducing
- 1973: The Festival "The Golden Orpheus '73
- 1973: Sing Along With Mac & Katie Kissoon
- 1997: From Now On

Roger Waters →
- 1984: The Pros and Cons of Hitch Hiking
- 1987: Radio K.A.O.S.
- 1992: Amused to Death
- 2000: In the Flesh (live)

## Filmek
- https://www.imdb.com/name/nm14747955/